# Glavom kroz zid
Glavom kroz zid drugi je studijski album glazbenog sastava Parni valjak. Objavljen je 1977. godine u izdanju bivšeg Jugotona. Stilom je sličan prvom albumu (Dođite na show!). Na ovom albumu nalazi se i veliki hit "Lutka za bal" (Hajde mala dođi u moju sobu...). Autor svih pjesama s albuma je Husein Hasanefendić osim pjesama "Djevojke" i "Uvijek ista priča" čiji je autor Jurica Pađen.

## Popis pjesama
1. "Kravata oko vrata (Buntovnik bez razloga)" (4:30)
2. "Lutka za bal" (3:28)
3. "Djevojke" (5:25)
4. "Crni dani" (4:45)
5. "Uvijek ista priča" (3:03)
6. "Dixie za pravog gazdu" (3:05)
7. "Noć" (6:30)
8. "Čovjek čovjeku vuk je (Priča sa zapadne strane)" (3:58)

## Singlovi s albuma
- "Lutka za bal" / "Crni dani"

## Impresum
- Dizajn - Igor Kordej
- Glavni producent - Milan Škrnjug
- Klavijature - Mato*
- Izvođači [Članovi sastava] - Aki*, Hus*, Jura*, Srećko*, Fuma*
- Producent - Husein Hasanefendić, Mato Došen
- Album su snimili - Branko*, Mladen*

## Vanjske poveznice
- Glavom kroz zid na službenoj stranici sastava
- Glavom kroz zid na stranici discogs.com